# Єнісейська сільська рада
Єнісе́йська сільська рада (рос. Енисейский сельский совет) — сільське поселення у складі Бійського району Алтайського краю Росії.
Адміністративний центр та єдиний населений пункт — село Єнісейське.

## Населення
Населення — 1398 осіб (2019; 1544 в 2010, 1591 у 2002).